# Babatunde Aiyegbusi
Babatunde Łukasz Aiyegbusi (Oleśnica, 26 maggio 1989) è un wrestler ed ex giocatore di football americano polacco di origini nigeriane.

## Biografia
Babatunde Aiyegbusi è nato ad Oleśnica da madre polacca e padre nigeriano.
Nel 2005, all'età di sedici anni, ha iniziato a giocare a football nel ruolo di offensive lineman, militando in alcune squadre della Polish Football League tra cui i Wrocław Giants e i Warsaw Eagles. Nel 2015 si è trasferito negli Stati Uniti per disputare alcune partite di allenamento con i Minnesota Vikings della NFL, ma è stato escluso dalla rosa ufficiale al termine della pre-season.

## Carriera

### WWE (2016–2023)
Il 12 aprile 2016 Babatunde firmò un contratto con la WWE ed venne inviato nel territorio di sviluppo di NXT. Il 27 aprile 2018 fece il suo esordio televisivo partecipando alla Greatest Royal Rumble, dove entrò con il numero 37 e venne eliminato da Braun Strowman dopo circa sei minuti di permanenza sul ring.
Nella puntata di Raw del 3 agosto 2020 cambiò il proprio ring name in Dabba-Kato e venne presentato come uno dei lottatori di punta di Raw Underground, show creato e presentato da Shane McMahon; tuttavia, a partire dal 28 settembre Raw Underground non andò più in onda e Dabba-Kato non apparve negli show della WWE per diversi mesi.
Nella seconda serata di WrestleMania 37, svoltasi l’11 aprile 2021, intervenne a sorpresa nel match valido per l'Intercontinental Championship tra il campione Big E e lo sfidante Apollo Crews, aiutando quest'ultimo a vincere il titolo; il giorno seguente venne rivelato il cambio di nome in Commander Azeez. Il 21 novembre, a Survivor Series, Azeez prese parte ad una Battle Royal dedicata a The Rock ma venne eliminato. Nel giugno del 2022 Crews tornò ad NXT segnando di fatto la separazione tra lui e Azeez.
Il 4 febbraio, ad NXT Vengeance Day, tornò come Dabba-Kato dapprima consolando Apollo Crews dopo la sconfitta di quest'ultimo contro Carmelo Hayes per poi attaccarlo. Dabba-Kato combatté poi il suo primo match ad NXT il 7 febbraio sconfiggendo Dante Chen senza molta difficoltà. Nella puntata di NXT del 28 marzo Dabba-Kato prese parte ad una Battle Royal con in palio un posto per il match per l'NXT North American Championship a NXT Stand & Deliver ma venne eliminato da Axiom, Charlie Dempsey e Nathan Frazer.
Il 21 settembre venne licenziato dalla WWE, insieme a molti altri colleghi.

## Personaggio

### Mosse finali
- Come Commander Azeez
  - Chokeslam
  - Nigerian Nail (Throat thrust)
- Come Dabba-Kato
  - Big splash
  - Sitout two-handed chokeslam
  - Spinebuster

### Musiche d'ingresso
- Africa By Any Means di Robert Edwards (WWE; 2020)
- To the Top (Nigerian Royalty Remix) dei CFO$ feat. Supreme Madness (WWE; 2021–2022; usata insieme ad Apollo Crews)
- The Lion's Den dei def rebel (WWE; 2023)

## Palmarès

### Club
- Campionato polacco di football americano: 3

The Crew Wrocław: 2007
Giants Wrocław: 2011, 2013

## Filmografia
- Sognando il ring, regia di Jay Karas (2020)